# Липа (Эстония)
Ли́па (эст. Lipa) — деревня в волости Рапла уезда Рапламаа, Эстония. 
До административной реформы местных самоуправлений Эстонии 2017 года входила в состав волости Райккюла. 

## География и описание
Расположена в 47 километрах к югу от Таллина и в 10 км к юго-западу от волостного и уездного центра — города Рапла. Высота над уровнем моря — 58 метров.
Официальный язык — эстонский. Почтовый индекс — 78405.

## Население
По данным переписи населения 2021 года, в Липа проживали 94 человека, из них 91 (96,8 %) — эстонцы.
Численность населения деревни Липа по данным переписей населения:
| Год  | 1959 | 1970  | 1979  | 1989  | 2000  | 2011 | 2021 |
| ---- | ---- | ----- | ----- | ----- | ----- | ---- | ---- |
| Чел. | 215  | ↘ 166 | ↗ 170 | ↘ 124 | ↘ 121 | ↘ 95 | ↘ 94 |

## История
В письменных источниках 1469 года упоминается Lippel, 1506 года — Lipküll, 1725 года — Lippall. 
На территории деревни находится Липаский круговой вал — место древнего городища.

## Происхождение топнима
Финский лингвист Лаури Кеттунен считал, что название деренив происхдит от личного имени Липпо (Lippo, эстонское Lipu).

## Известные жители и уроженцы
- Уку Мазинг — эстонский теолог, поэт, фольклорист, философ и филолог

### Комментарии
1. ↑  Эстонские топонимы, оканчивающиеся на -а, не склоняются (исключение — Нарва)